# Sumbawa
Sumbawa là một đảo thuộc Indonesia, nằm ở khoảng giữa của chuỗi các đảo gọi chung là quần đảo Nusa Tenggara (quần đảo Sunda Nhỏ), với đảo Lombok ở phía tây, đảo Flores ở phía đông và đảo Sumba xa hơn một chút về phía đông nam. Về mặt hành chính, nó là một phần của tỉnh Tây Nusa Tenggara. 
Sumbawa có chiều dài theo hướng tây-đông khoảng 270 km và chiều rộng theo hướng bắc-nam khoảng 95 km, diện tích 15.448 km² (ba lần lớn hơn đảo Lombok) với dân số năm 2005 khoảng 1,2 triệu người. Nó là mốc giới giữa các đảo phía tây chịu ảnh hưởng tôn giáo và văn hóa Ấn Độ nhiều hơn với các đảo phía đông. nơi ảnh hưởng của văn hóa và tôn giáo Ấn Độ là không đáng kể.

## Lịch sử
Bốn công quốc tại miền tây Sumbawa là các quốc gia lệ thuộc vào đế quốc Majapahit ở miền đông đảo Java. Do các nguồn tài nguyên thiên nhiên của mình nên hòn đảo này thường xuyên bị các lực lượng bên ngoài tìm cách chiếm đóng - bao gồm cả người Nhật Bản, người Hà Lan và người Makassar. Người Hà Lan lần đầu tiên xâm chiếm đảo này năm 1605, nhưng đã không thành công trong việc cai trị Sumbawa tới tận đầu thế kỷ 20. Vương quốc của người Bali là Gelgel cũng cai trị miền tây Sumbawa trong một khoảng thời gian ngắn.
Chứng cứ lịch sử chỉ ra rằng người dân trên đảo Sumbawa được biết đến trong thời kỳ Đông Ấn vì mật ong và ngựa của họ , gỗ tô mộc để sản xuất thuốc nhuộm màu đỏ, cũng như gỗ đàn hương được sử dụng làm nhang và dược phẩm. Khu vực này cũng được coi là nơi có đất đai màu mỡ, phì nhiêu, cho sản lượng cao trong nông nghiệp.

## Hành chính
Sumbawa được chia thành 4 nhiếp chính và 1 kota (thành phố). Đó là:
- Nhiếp chính Tây Sumbawa
- Nhiếp chính Sumbawa
- Nhiếp chính Dompu
- Nhiếp chính Bima
- Thành phố Bima.

## Dân cư
Hồi giáo được truyền tới đây thông qua người Makassar tại Sulawesi.
Sumbawa theo dòng lịch sử có 2 nhóm ngôn ngữ chính mà những người sử dụng chúng không thể hiểu lẫn nhau. Một nhóm có trung tâm tại phía tây đảo, là tiếng Sumbawa (Basa Samawa, tiếng Indonesia: Bahasa Sumbawa), là tương tự như tiếng Sasak tại Lombok; nhóm thứ hai tại phía đông, là tiếng Bima (Nggahi Mbojo, tiếng Indonesia: Bahasa Bima). Các vương quốc nằm tại Sumbawa Besar và Bima là 2 điểm trung tâm của đảo Sumbawa. Sự phân chia đảo này về mặt ngôn ngữ như thế vẫn còn tồn tại cho tới nay; Sumbawa Besar và Bima hiện cũng là 2 thị xã lớn nhất trên đảo và là các trung tâm của các nhóm văn hóa khác biệt, cùng chung sống trên hòn đảo này. Ước tính chính thức về dân số năm 2005 trên đảo là 1.219.590 người.

## Núi lửa
Sumbawa nằm trong phạm vi vành đai lửa Thái Bình Dương. Nó là một đảo núi lửa, bao gồm đỉnh Tambora (8°14'41"N, 117°59'35"Đ), nổ lần gần đây nhất vào năm 1815, là vụ phun trào núi lửa phá hủy mạnh nhất trong lịch sử hiện đại (khoảng 4 lần lớn hơn vụ phun trào năm 1883 tại Krakatoa, giữa Java và Sumatra, khi xét theo lượng dung nham phun trào). Vụ phun trào này đã làm chết ít nhất 72.000 người. Nó dường như cũng tiêu diệt một nền văn hóa nhỏ tại khu vực Đông Nam Á, được các nhà khảo cổ biết tới như là vương quốc Tamboran. Nó phóng ra khoảng 100 km³ tro bụi vào khí quyển, gây ra hiện tượng gọi là "năm không có mùa hè" vào năm 1816

## Khai khoáng
Phía tây đảo Sumbawa được Newmont Mining Corporation khai thác các mỏ đồng và vàng.